# Сократ Македонски
Сократ (на старогръцки: Σωκράτης, Sokrates), син на Сатон, е македонски хипарх (hipparkhos), военачалник на конницата и приятел (hetairos) на Александър Велики през IV век пр. Хр.
От началото на похода на Александър Велики в Азия през 334 г. пр. Хр. Сократ командва като ilarchos швадрона на хетайри кавалерията, който е съставен от Аполония. При пристигането на река Граникос той помага на конниците на Аминта и в битката при Граник 334 г. пр. Хр. той води своята войска заедно с пехотинците на Птолемей като пръв през реката за атака против врага.  Вероятно Сократ участва и в битката при Иса 333 г. пр. Хр. След това е изпратен при сатрап Балакрос в Киликия.
След 333 г. пр. Хр. Сократ не се появява в източниците.